# Jászboldogháza-Jánoshida vasútállomás
Jászboldogháza-Jánoshida vasútállomás egy Jász-Nagykun-Szolnok vármegyei vasútállomás, Jászboldogháza községben, a MÁV üzemeltetésében. Közúti megközelítési lehetőségét a település központja felől a 31 325-ös mellékút biztosítja.

## Vasútvonalak
Az állomást az alábbi vasútvonalak érintik:
- Hatvan–Újszász-vasútvonal

## Kapcsolódó állomások
A vasútállomáshoz az alábbi állomások vannak a legközelebb:
- Portelek vasútállomás (Hatvan–Újszász-vasútvonal)
- Újszász vasútállomás (Hatvan–Újszász-vasútvonal)

## Forgalom
| Járat | Útvonal | Gyakoriság |
| ----- | --- | ---------- |
| S820  | Hatvan – Jászfényszaru – Pusztamonostor – Jászberény – Meggyespele – Portelek – Jászboldogháza-Jánoshida – Újszász – Zagyvarékas – Szolnok | Óránként   |